# ガヤトリ・C・スピヴァク
ガヤトリ・チャクラヴォルティ・スピヴァク（英語: Gayatri Chakravorty Spivak、1942年2月24日 - ）は、インド東部ベンガル出身のアメリカ合衆国の文芸評論家、理論家、比較文学者。コロンビア大学の教員としては、最高位のUniversity Professorの地位にある。

## 経歴
1942年、インドのカルカッタに生まれた。カルカッタ大学で英文学を学び、首席で卒業。1960年代初めに借金をして渡米し、コーネル大学で学んだ。そこでポール・ド・マンの指導を受け、イェーツに関する論文を提出し、英文学の修士号を取得。
1976年にはジャック・デリダの『グラマトロジーについて』を英訳し、長大な序文をつけたことで注目された。この序文については賛否両論がある。その後は、マルクス主義やフェミニズム、ポストコロニアル批評の脱構築的読解などをすすめている。

## 受賞・栄典
2012年第28回京都賞思想・芸術部門、2025年ホルベア賞を受賞。

## 家族・親族
- 元夫：アメリカ人タルボット・スピヴァク（Talbot Spivak）と1964年に結婚、1977年に離婚[3]。

## 著作

### 単著
- Myself must I Remake: the Life and Poetry of W. B. Yeats, (Crowell, 1974).
- "Translator's Preface," in Jacques Derrida, Of Grammatology, (Johns Hopkins University Press, 1976).
田尻芳樹訳『デリダ論――「グラマトロジーについて」英訳版序文』（平凡社［平凡社ライブラリー］, 2005年）
- In Other Worlds: Essays in Cultural Politics, (Routledge, 1987).
鈴木聡・大野雅子・鵜飼信光・片岡信訳『文化としての他者』（紀伊國屋書店, 1990年）
- "Can the Subaltern speak?," in Cary Nelson and Lawrence Grossberg eds., Marxism and the Interpretation of Culture (University of Illinois Press, 1988).
上村忠男訳『サバルタンは語ることができるか』（みすず書房, 1998年）
- The Post-colonial Critic: Interviews, Strategies, Dialogues, edited by Sarah Harasym, (Routledge, 1990).
清水和子・崎谷若菜訳『ポスト植民地主義の思想』（彩流社, 1992年）
- Outside in the Teaching Machine, (Routledge, 1993).
- The Spivak Reader: Selected Works of Gayatri Chakravorty Spivak, edited by Donna Landry and Gerald MacLean, (Routledge, 1996).
- A Critique of Post-Colonial Reason: Toward a History of the Vanishing Present, (Harvard University Press, 1999).
上村忠男・本橋哲也訳『ポストコロニアル理性批判──消え去りゆく現在の歴史のために』（月曜社, 2003年）
- Death of a Discipline, (Columbia University Press, 2003).
上村忠男・鈴木聡訳『ある学問の死――惑星思考の比較文学へ』（みすず書房, 2004年）
- Conversations with Gayatri Chakravorty Spivak, (Seagull Books, 2007).
大池真知子訳『スピヴァクみずからを語る――家・サバルタン・知識人』（岩波書店, 2008年）
- Other Asias, (Blackwell, 2008).
- 『スピヴァク、日本で語る』（本橋哲也ほか訳、みすず書房、2009年）
- Nationalism and the Imagination, (Seagull Books, 2010).
鈴木英明訳『ナショナリズムと想像力』（青土社、2011年）

### 共著
- Who Sings the Nation-State?: Language, Politics, Belonging, with Judith Butler, (Seagull Books, 2007). 
竹村和子訳『国家を歌うのは誰か？――グローバル・ステイトにおける言語・政治・帰属』（岩波書店, 2008年）

### 共編著
- Selected Subaltern Studies, co-edited with Ranajit Guha, (Oxford University Press, 1988).
竹中千春訳『サバルタンの歴史――インド史の脱構築』（岩波書店, 1998年）